# Neuseeländische Fußballnationalmannschaft (U-20-Männer)
Die neuseeländische U-20-Fußballnationalmannschaft ist eine Auswahlmannschaft neuseeländischer Fußballspieler. Sie unterliegt der New Zealand Football Association und repräsentiert sie international auf U-20-Ebene, etwa in Freundschaftsspielen gegen die Auswahlmannschaften anderer nationaler Verbände oder bei U-20-Ozeanienmeisterschaften und U-20-Weltmeisterschaften.
Die Mannschaft wurde bislang fünf Mal Ozeanienmeister (1980, 1992, 2007, 2011 und 2013).
Bei den drei Weltmeisterschaften, für die sich die Mannschaft bisher qualifizieren konnte (2007, 2011 und 2013), schied sie jeweils in der Vorrunde aus.
Für die WM 2015 ist sie als Gastgeber qualifiziert.

## Teilnahme an U-20-Weltmeisterschaften
| 1977 | nicht teilgenommen |
| 1979 | nicht qualifiziert |
| 1981 | nicht qualifiziert |
| 1983 | nicht qualifiziert |
| 1985 | nicht qualifiziert |
| 1987 | nicht qualifiziert |
| 1989 | nicht qualifiziert |
| 1991 | nicht qualifiziert |
| 1993 | nicht qualifiziert |
| 1995 | nicht qualifiziert |
| 1997 | nicht qualifiziert |
| 1999 | nicht qualifiziert |
| 2001 | nicht qualifiziert |
| 2003 | nicht qualifiziert |
| 2005 | nicht qualifiziert |
| 2007 | Vorrunde           |
| 2009 | nicht qualifiziert |
| 2011 | Vorrunde           |
| 2013 | Vorrunde           |
| 2015 | Achtelfinale       |
| 2017 | Achtelfinale       |
| 2019 | Achtelfinale       |
| 2021 | abgesagt           |
| 2023 | Achtelfinale       |

## Teilnahme an U-20-Ozeanienmeisterschaften
(2014: U-19-Ozeanienmeisterschaft)
| 1974   | 2. Platz           |
| 1978   | 3. Platz           |
| 1980   | Sieger             |
| 1982   | 2. Platz           |
| 1985   | 3. Platz           |
| 1986   | 3. Platz           |
| 1988   | 2. Platz           |
| 1990   | 2. Platz           |
| 1992   | Sieger             |
| 1994   | 2. Platz           |
| 1997   | 2. Platz           |
| 1998   | 3. Platz           |
| & 2001 | 2. Platz           |
| & 2002 | Vorrunde           |
| 2005   | Vorrunde           |
| 2007   | Sieger             |
| 2008   | 3. Platz           |
| 2011   | Sieger             |
| 2013   | Sieger             |
| 2014   | nicht teilgenommen |